# العلاقات الروسية الفيتنامية
العلاقات الروسية الفيتنامية هي العلاقات الثنائية التي تجمع بين روسيا وفيتنام.

## التعاون العسكري
انخفض التعاون العسكري بين روسيا وفيتنام منذ تفكك الاتحاد السوفيتي. حافظت البحرية السوفيتية والروسية حتى عام 2002 على وجودهما في فيتنام في القاعدة العسكرية التي بنتها الولايات المتحدة في خليج كام ران، والتي سُلِّمت إلى بحرية جمهورية فيتنام واستولت عليها القوات الفيتنامية الشمالية في عام 1975. وسع السوفييت القاعدة إلى أربعة أضعاف حجمها الأصلي بحلول عام 1987. نفى الاتحاد السوفيتي وفيتنام رسميًا وجود القاعدة. ناقش وزير الخارجية السوفيتي إدوارد شيفردنادزه خيار الانسحاب من خليج كام ران في عام 1988، وقُلِّل وجود القوات بحلول عام 1990. ما تزال روسيا حاليًا تستخدم القاعدة الحالية كمحطة إمداد سمحت بها البحرية الفيتنامية؛ وذلك على الرغم من انعدام الوجود العسكري الروسي في خليج كام ران.
دفعت جمهورية الصين الشعبية الأكثر حزمًا بشكل متزايد في مطالباتها في نزاع جزر سبراتلي فيتنام إلى تعميق علاقتها الاستراتيجية تدريجيًا مع الهند، الشريك والحليف الآخر في الاتحاد السوفيتي ولروسيا، وروسيا نفسها أيضًا، وذلك مع توقيع الحكومة الروسية مؤخرًا عدة عقود عسكرية مع فيتنام تتضمن بيع ست غواصات من طراز فارشافيانكا؛ واثنتي عشرة طائرة مقاتلة جديدة من طراز سوخوي سو-30 إم كي كي متعددة المهام. وافق رئيس الوزراء الروسي دميتري ميدفيديف على مسودة اتفاقية تعاون عسكري روسي فيتنامي في نهاية أغسطس عام 2013، وذلك لإضفاء الطابع الرسمي على التعاون الدفاعي بين البلدين.
وقعت روسيا وفيتنام في نوفمبر عام 2014 اتفاقية سهّلت بشكل كبير استخدام قاعدة كام ران من قبل البحرية الروسية؛ وذلك على خلفية المواجهة الدبلوماسية المكثفة بين روسيا والغرب التي أشار إليها البعض بالحرب الباردة الثانية. تقول الولايات المتحدة إن أنشطة القوات الجوية الروسية المكثفة في المنطقة، التي اعتمدت على استخدام القاعدة لإعادة تزويد قاذفاتها الاستراتيجية ذات القدرة النووية من طراز توبوليف تو-95 بالوقود، تشارك في رحلات «محرّضة»، بما في ذلك حول جزيرة غوام، موطن المنشآت الجوية والبحرية الأمريكية الرئيسية. تسببت هذه الإجراءات، في عام 2015 ووفقًا للولايات المتحدة، في تعبير القيادة العسكرية الأمريكية علنًا عن قلقها، واعترفت بتدخلها الدبلوماسي بشأن هذه القضية. أعلن فلاديمير بوتين أن فيتنام «حليفته المهمة»، وأنه سيأمل أيضًا في استئناف التعاون العسكري في المستقبل.

## التوترات والأحداث
اعتُقِل حوالي 600 فيتنامي في موسكو وسط العداء تجاه العمال المهاجرين، ووُضِعوا في خيام أثناء انتظار ترحيلهم من روسيا في أغسطس عام 2013.
طعنت مجموعة من الأشخاص في موسكو طالبًا فيتناميًا يدعى تانغ كووك بينه يبلغ من العمر 21 عامًا في 9 يناير عام 2009 مؤديًا ذلك إلى وفاته في اليوم التالي.
طعن حليقو الرؤوس الروس في سان بطرسبرغ وعذبوا طالبًا فيتناميًا يبلغ من العمر 20 عامًا يُدعى فو آنه توان مؤديًا إلى وفاته في أكتوبر عام 2004. حوكم 17 منهم بتهمة القتل، وأفرجت المحكمة عنهم في أكتوبر عام 2006. 
نظم مئة فيتنامي احتجاجًا على مقتل فو آنه توان، وقال أحد المتظاهرين «جئنا للدراسة في هذا البلد الذي اعتقدنا أنه صديق لفيتنام. نحن لا نفتعل المشاكل، ولا نسرق، ولا نبيع المخدرات ولدينا الحق في الحماية من قطاع الطرق».
طعنت مجموعة من الشبان امرأة فيتنامية تبلغ من العمر 35 عامًا في شارع فستيفالنايا بموسكو في عام 2008 وتوفيت متأثرة بجراحها؛ وطعن ثلاثة روس فيتنامي يبلغ من العمر 45 عامًا يُدعى كوان حتى الموت في عام 2005.
استخدم حشد من الناس الهراوات والسكاكين لمهاجمة طالبين فيتناميين في معهد موسكو للطاقة في موسكو في 25 ديسمبر عام 2004. عانى نجوين توان آنه ونغوين هوانغ آنه من إصابات خطيرة ونُقِلا إلى المستشفى.

## مقارنة بين البلدين
هذه مقارنة عامة ومرجعية للدولتين:
| وجه المقارنة                                              | روسيا                                   | فيتنام           |
| --------------------------------------------------------- | --------------------------------------- | ---------------- |
| المساحة (كم2)                                             | 17.08 مليون                             | 331.69 ألف       |
| عدد السكان (نسمة)                                         | 146.80 مليون                            | 94.66 مليون      |
| الكثافة السكانية (ن./كم²)                                 | 8.59                                    | 285.39           |
| العاصمة                                                   | موسكو                                   | هانوي            |
| اللغة الرسمية                                             | اللغة الروسية                           | اللغة الفيتنامية |
| العملة                                                    | روبل روسي                               | دونغ فيتنامي     |
| الناتج المحلي الإجمالي (بليون دولار)                      | 1.58 تريليون                            | 234.19 مليار     |
| الناتج المحلي الإجمالي (تعادل القوة الشرائية) بليون دولار | 3.69 تريليون                            | 553.42 مليار     |
| الناتج المحلي الإجمالي الاسمي للفرد دولار أمريكي          | 9.09 ألف                                | 2.48 ألف         |
| الناتج المحلي الإجمالي للفرد دولار أمريكي                 |                                         | 5.63 ألف         |
| مؤشر التنمية البشرية                                      | 0.798                                   | 0.666            |
| رمز المكالمات الدولي                                      | +7                                      | +84              |
| رمز الإنترنت                                              | .ru، .рф، .рус ‏، .su                    | .vn              |
| المنطقة الزمنية                                           | Magadan Time ‏، ت ع م+02:00، ت ع م+12:00 | ت ع م+07:00      |

## مدن توأمية
في ما يلي قائمة باتفاقيات التوأمة بين مدن روسية وفيتنامية:
- ترتبط فلاديفوستوك مع ها فونغ باتفاقية توأمة منذ 1991.
- ترتبط سانت بطرسبرغ مع مدينة هو تشي منه باتفاقية توأمة منذ 2 أكتوبر 1967.

## منظمات دولية مشتركة
يشترك البلدان في عضوية مجموعة من المنظمات الدولية، منها:
| علم المنظمة | اسم المنظمة                                      | تاريخ انضمام روسيا | تاريخ انضمام فيتنام |
| ----------- | ------------------------------------------------ | ------------------ | ------------------- |
|             | مؤسسة التنمية الدولية                            | 16 يونيو 1992      | 24 سبتمبر 1960      |
|             | المنظمة الهيدروغرافية الدولية                    | ?                  | ?                   |
|             | مؤسسة التمويل الدولية                            | 12 أبريل 1993      | 4 أغسطس 1967        |
|             | منتدى التعاون الاقتصادي لدول آسيا والمحيط الهادئ | 1 نوفمبر 1998      | 15 نوفمبر 1998      |
|             | منظمة حظر الأسلحة الكيميائية                     | [ 24 ]             | ?                   |
|             | الأمم المتحدة                                    | 24 أكتوبر 1945     | 20 سبتمبر 1977      |
|             | يونسكو                                           | 21 أبريل 1954      | 6 يوليو 1951        |
|             | الاتحاد الدولي للاتصالات                         | 1866               | 24 سبتمبر 1951      |
|             | منظمة الشرطة الجنائية الدولية                    | 27 سبتمبر 1990     | ?                   |
|             | البنك الدولي للإنشاء والتعمير                    | 16 يونيو 1992      | 21 سبتمبر 1956      |
|             | الاتحاد البريدي العالمي                          | ?                  | ?                   |
|             | وكالة ضمان الاستثمار متعدد الأطراف               | 29 ديسمبر 1992     | 5 أكتوبر 1994       |
|             | منظمة التجارة العالمية                           | 22 أغسطس 2012      | 11 يناير 2007       |
|             | الفريق المعني برصد الأرض                         | ?                  | ?                   |
|             | منتدى آسيان الإقليمي ‏                            | ?                  | ?                   |

## وصلات خارجية
- موقع وزارة الخارجية الروسية
- موقع وزارة الخارجية الفيتنامية